# Сигнал горна (фільм, 1927)
«Сигнал горна» (англ. The Bugle Call) — американська пригодницька драма режисера Едварда Седжвіка 1927 року.

## Сюжет
Біллі Рендолф — молодий горніст на прикордонному кавалерійському посту в середині 1870-х років. Його мачуха Аліса Тремейн намагається замінити йому справжню матір, яка живе тільки в пам'яті Біллі.

## У ролях
- Джекі Куган — Біллі Рендолф
- Клер Віндсор — Аліса Тремейн
- Герберт Роулінсон — капітан Рендолф
- Том О'Браєн — сержант Дулан
- Гаррі Тодд — капрал Янсен
- Нельсон Макдауелл — Люк
- Сара Падден — дружина Люка
- Джонні Мак Браун